# 群馬グリーンウイングス
群馬グリーンウイングス（ぐんまグリーンウイングス）は、群馬県前橋市を本拠地とする女子バレーボールチームである。2025-26シーズンはSV.LEAGUE WOMENに所属。

## 概要
1975年に群馬銀行の9人制バレーボール部として創部。全国9人制タイトル優勝計44回。現在は6人制であり、群馬銀行本店内に設立された「一般社団法人グリーンウイングスGUNMA」が運営。
2015年4月、主体を6人制に移行。2015/16シーズンよりV・チャレンジリーグII参戦。2018-19シーズンよりV.LEAGUE DIVISION2に参戦。
チーム名の由来は、コーポレートカラーで、群馬県が緑豊かであることにちなんだ「グリーン」と、「鶴舞う形の群馬県」の鶴の翼にちなんだ「ウイング」をイメージ。
チームの体育館は群馬銀行本店の近くにあるGBスポーツセンターである。
チームマスコットは、群馬県の県鳥であるヤマドリがモチーフとされている『みどは(緑羽)ちゃん』である。

## 歴史
1975年に9人制バレーボール部として創部。全日本9人制バレーボール総合選手権において、1981年の初優勝以来11回の優勝を誇る。また、全日本9人制バレーボール実業団選手権で優勝11回、桜田記念9人制バレーボール実業団選抜優勝大会において優勝9回、国民体育大会において優勝13回を果たした強豪チームとなった（全国9人制タイトル優勝 計44回は、歴代最多記録である）。
2014年8月、6人制の武富士バンブーやJTマーヴェラスの監督を務めた石原昭久が監督に就任。
2015年4月から活動の主体を6人制に移行。国民体育大会バレーボール競技において、2010年をもって9人制種目が廃止され、国民体育大会に出場するためには6人制への移行が不可欠との判断による。
同年7月より、Vリーグ機構に準加盟チームとして加入し、2015/16シーズンから新設されるV・チャレンジリーグIIに参戦。また、チーム名称が「群馬銀行グリーンウイングス」となった。
初参戦となった2015/16シーズンでは4位に甘んじた。
2017/18シーズンでは、チャレンジリーグIIで初優勝を果たした。また、翌シーズンより始まる新生V.LEAGUEのS2ライセンスを取得し、これをもってVリーグ正会員（正式入社）内定となった。V.LEAGUE初年度はV2に編入。
2018-19シーズン、V2で3位となり、V・チャレンジマッチ出場まであと一歩の成績を残した。
2019-20シーズン、V2で初優勝を果たし、V・チャレンジマッチ出場を決めた。しかし、V・チャレンジマッチではヴィクトリーナ姫路に2試合ともストレートで敗れ、V1昇格はならなかった。このシーズンをもって、6シーズン監督を務めた石原昭久が監督を勇退し、コーチの髙橋悠が監督に昇格した。
2020-21シーズン、2020年11月15日のV2リーグ戦3試合目・千葉エンゼルクロス戦で主将セッターの古市彩音が右膝前十字靭帯断裂の負傷をし、全治8か月と診断され、シーズン中の復帰が絶望となった。それを受けて、年末に元仙台ベルフィーユのセッター・松尾奈津子を山梨中央銀行より急遽獲得した。2021年1月7日、選手1名の新型コロナウイルス感染が判明し、1月16日-24日の3試合を欠場。11都府県に新型コロナウイルス感染症流行による緊急事態宣言が発令されたことにより、宣言解除予定の2月7日までのその他の試合も多くが中止となったため、自身も感染症流行を鑑み、2月7日まで欠場期間を延長した。感染者の回復をもって活動再開。2月14日よりリーグ戦に復帰し、復帰後3連勝を果たし、V2・2連覇を達成。前シーズンに続きV・チャレンジマッチ出場となった。しかし、KUROBEアクアフェアリーズから第2戦でセットを取るも、勝利を挙げられずV1昇格はならなかった。
2021-22シーズン、次こそはのV1昇格を目指し、チーム初となる外国人選手・クロアチア代表のカルラ・クラリッチを補強した。V2は準優勝となりV2連覇は2でストップしたが、V1・V2入替戦（V・チャレンジマッチ）出場は果たした。入替戦はV1・11位の姫路から2試合で3セットを取ったが、勝つことはできずV1昇格はならなかった。2022年5月13日、5月31日をもって監督の髙橋悠がチームを退団すると発表した。
2022-23シーズン、元日本代表の斎藤真由美が監督に就任した。
2023年10月、運営を「一般社団法人グリーンウイングスGUNMA」に移行し、チーム名も群馬グリーンウイングスに変更となった。チームロゴも「Gunma Bank」の文字列を外したものとなり、ファンとの結びつきを強くするためにファンクラブ「ウイングスClub」も設立した。同時に、新リーグ構想における「SVリーグ」参入を目指すことも表明した。
2024年、SVライセンスが交付され、2024-25シーズンのSVリーグ参加が決定した。
トップリーグ参戦初年度となった2024-25シーズンは2024年10月の開幕から未勝利が続いていたが、2025年3月16日に行われたレギュラーシーズン第19節のクインシーズ刈谷戦で36戦目にして初勝利を挙げた。シーズン終了後、斎藤真由美が監督を退任しゼネラルマネージャーに就任し、新監督には前年ゼネラルマネージャーを務めた坂本将康が就任。

## 成績

### 主な成績
V.LEAGUE DIVISION2 WOMEN
- 優勝 2回(2019-20、2020-21)
- 準優勝 2回（2021-22、2022-23）

V・チャレンジリーグII
- 優勝 1回（2017/18）
- 準優勝 なし

全日本総合（9人制）
- 優勝 11回（1981年、1982年、1985年、1986年、1994年、1995年、1999-2002年、2004年）
- 準優勝 4回（1983年、1987年、1996年、1997年）

全日本9人制バレーボール実業団選手権
- 優勝 11回（1982-1985年、1988-1990年、1997年、1998年、2000年、2001年）
- 準優勝 6回（1993年、1995年、1999年、2002年、2006年、2009年）

桜田記念全日本9人制バレーボール実業団選抜優勝大会
- 優勝 9回

国民体育大会（9人制）
- 優勝 13回（1983年、1985年、1990年、1991年、1993年、1994年、1995年、1997年、1999年、2000年、2001年、2002年、2003年）
- 準優勝 1回（2006年）

### 年度別成績

#### V・プレミアリーグ / V・チャレンジリーグ
| 所属         | 年度    | 最終 順位 | 参加 チーム数 | レギュラーラウンド | レギュラーラウンド | レギュラーラウンド | レギュラーラウンド | ポストシーズン | ポストシーズン | ポストシーズン |
| 所属         | 年度    | 最終 順位 | 参加 チーム数 | 順位               | 試合               | 勝                 | 敗                 | 試合           | 勝             | 敗             |
| ------------ | ------- | --------- | ------------- | ------------------ | ------------------ | ------------------ | ------------------ | -------------- | -------------- | -------------- |
| チャレンジII | 2015/16 | 4位       | 5チーム       | 4位                | 16                 | 7                  | 9                  | -              | -              | -              |
| チャレンジII | 2016/17 | 3位       | 6チーム       | 3位                | 15                 | 9                  | 6                  | -              | -              | -              |
| チャレンジII | 2017/18 | 優勝      | 6チーム       | 1位                | 15                 | 13                 | 2                  | -              | -              | -              |

#### V.LEAGUE
| 所属      | 年度    | 最終 順位 | 参加 チーム数 | レギュラーラウンド | レギュラーラウンド | レギュラーラウンド | レギュラーラウンド | ポストシーズン | ポストシーズン | ポストシーズン | 備考                                |
| 所属      | 年度    | 最終 順位 | 参加 チーム数 | 順位               | 試合               | 勝                 | 敗                 | 試合           | 勝             | 敗             | 備考                                |
| --------- | ------- | --------- | ------------- | ------------------ | ------------------ | ------------------ | ------------------ | -------------- | -------------- | -------------- | ----------------------------------- |
| DIVISION2 | 2018-19 | 3位       | 10チーム      | 3位                | 18                 | 14                 | 4                  | 5              | 4              | 1              |                                     |
| DIVISION2 | 2019-20 | 優勝      | 8チーム       | 1位                | 21                 | 18                 | 3                  | -              | -              | -              |                                     |
| DIVISION2 | 2020-21 | 優勝      | 9チーム       | 1位                | 12                 | 10                 | 2                  | -              | -              | -              |                                     |
| DIVISION2 | 2021-22 | 準優勝    | 10チーム      | 1位                | 17                 | 16                 | 1                  | 3              | 1              | 2              | レギュラーラウンドは不戦勝4を含む。 |
| DIVISION2 | 2022-23 | 準優勝    | 11チーム      | 3位                | 20                 | 15                 | 5                  | 2              | 1              | 1              |                                     |
| DIVISION2 | 2023-24 | 3位       | 10チーム      | 3位                | 18                 | 13                 | 5                  |                |                |                |                                     |

#### SV.LEAGUE
| 所属      | 年度    | 最終 順位 | 参加 チーム数 | レギュラーラウンド | レギュラーラウンド | レギュラーラウンド | レギュラーラウンド | ポストシーズン | ポストシーズン | ポストシーズン | 備考 |
| 所属      | 年度    | 最終 順位 | 参加 チーム数 | 順位               | 試合               | 勝                 | 敗                 | 試合           | 勝             | 敗             | 備考 |
| --------- | ------- | --------- | ------------- | ------------------ | ------------------ | ------------------ | ------------------ | -------------- | -------------- | -------------- | ---- |
| SV.LEAGUE | 2024-25 | 14位      | 14チーム      | 14位               | 44                 | 5                  | 39                 |                |                |                |      |

## 選手・スタッフ(2025-26)

### 選手
| 背番号                                                                       | 名前                         | シャツネーム | 生年月日（年齢）       | 身長  | 国籍       | Pos | 在籍年  | 前所属           | 備考         |
| ---------------------------------------------------------------------------- | ---------------------------- | ------------ | ---------------------- | ----- | ---------- | --- | ------- | ---------------- | ------------ |
| 3                                                                            | 菊地実結                     | KIKUCHI      | 1999年10月6日（25歳）  | 176   | 日本       | MB  | 2022年- | 日本体育大学     |              |
| 4                                                                            | 道下ひなの                   | MICHISHITA   | 1997年12月23日（27歳） | 175   | 日本       | MB  | 2022年- | KUROBE           | 副キャプテン |
| 5                                                                            | 仁井田桃子                   | NIIDA        | 2000年8月1日（25歳）   | 177.5 | 日本       | OH  | 2025年- | 埼玉上尾         | 移籍加入     |
| 6                                                                            | 松浦未波                     | MATSUURA     | 1992年8月30日（32歳）  | 160   | 日本       | S   | 2023年- | GSS東京          | 登録名変更   |
| 7                                                                            | 藤井寧々                     | FUJII        | 1999年10月30日（25歳） | 166   | 日本       | OH  | 2022年- | 日本女子体育大学 | 副キャプテン |
| 8                                                                            | 髙相みな実                   | TAKASO       | 1996年8月8日（29歳）   | 164   | 日本       | OH  | 2024年- | PFU              | キャプテン   |
| 9                                                                            | 山下遥香                     | YAMASHITA    | 1996年10月14日（28歳） | 169   | 日本       | S   | 2024年- | 大阪MV           | 移籍加入     |
| 10                                                                           | オリビア・ロジャンスキ       | ROZANSKI     | 1997年6月5日（28歳）   | 185   | ポーランド | OH  | 2025年- | ベシクタシュ     | 移籍加入     |
| 11                                                                           | ナシャ・ディミトロバ         | DIMITROWA    | 1992年11月6日（32歳）  | 189   | ブルガリア | MB  | 2025年- | クゼイボル       | 移籍加入     |
| 14                                                                           | 塩崎葵葉                     | SHIOZAKI     | 2000年5月22日（25歳）  | 177   | 日本       | MB  | 2024年- | JAぎふ           |              |
| 15                                                                           | 工藤真帆                     | MAHO         | 2004年8月5日（21歳）   | 167   | 日本       | L   | 2025年- | A山形            | 移籍加入     |
| 16                                                                           | ジャン・ティ・タン・トゥイー | T.THUY       | 1997年11月12日（27歳） | 193   | ベトナム   | MB  | 2025年- | VTV BĐ LA (en)   | 移籍加入     |
| 17                                                                           | 新井三寿希                   | ARAI         | 2002年11月27日（22歳） | 177   | 日本       | OH  | 2024年- | 国士舘大学       | 新人         |
| 18                                                                           | 中野康羽                     | NAKANO       | 2002年7月30日（23歳）  | 171   | 日本       | OH  | 2024年- | 日本体育大学     | 新人         |
| 21                                                                           | 佐藤莉子                     | SATO         | 2002年8月23日（22歳）  | 177   | 日本       | MB  | 2024年- | 順天堂大学       | 新人         |
| 23                                                                           | 小嶋桃香                     | KOJIMA       | 2004年7月8日（21歳）   | 174   | 日本       | OH  | 2023年- | 日本航空高校     |              |
| 24                                                                           | 大友萌加                     | OTOMO        | 2002年4月24日（23歳）  | 173   | 日本       | S   | 2024年- | 国士舘大学       | 新人         |
| 29                                                                           | 門田湖都                     | MONTA        | 2002年4月3日（23歳）   | 166   | 日本       | OH  | 2024年- | 筑波大学         | 新人         |
| 出典：チーム新体制発表 チーム公式サイト Vリーグ公式サイト 更新：2025年7月7日 |                              |              |                        |       |            |     |         |                  |              |

### スタッフ
| 役職                                                                         | 名前       | 備考 |
| ---------------------------------------------------------------------------- | ---------- | ---- |
| ゼネラルマネージャー                                                         | 斎藤真由美 |      |
| ヘッドコーチ                                                                 | 坂本将康   |      |
| コーチ                                                                       | 舟越悠二   |      |
| コーチ                                                                       | 和才奈々美 |      |
| トレーナー                                                                   | 馬晋       | 新任 |
| トレーナー                                                                   | 川本哲也   |      |
| アナリスト                                                                   | 中野亜美   |      |
| 通訳                                                                         | 菊地紀子   | 新任 |
| マネージャー                                                                 | 泉瀧佳奈   |      |
| ジュニアチーム監督                                                           | 丸山佳穂   |      |
| ジュニアチームコーチ                                                         | 松尾奈津子 |      |
| 広報                                                                         | 狩野奈津美 |      |
| マーケティング担当                                                           | 白岩蘭奈   |      |
| 出典：チーム新体制発表 チーム公式サイト Vリーグ公式サイト 更新：2025年7月2日 |            |      |

## アンダーカテゴリー
女子チームの群馬グリーンウイングスジュニアU15が2024年4月に創設。チームOGの丸山佳穂が監督を務める。

## ロゴマークとマスコット
2022年7月15日、新たなチームロゴマークとマスコットキャラクターが発表された。
ロゴマークは、群馬県の地形と羽ばたく羽をバレーボールに見立て、上毛かるたの「鶴舞う形の群馬県」にちなんだ。
マスコットキャラクターは、群馬県の県鳥であるヤマドリをモチーフにし、頭には県花であるレンゲツツジがある。群馬銀行の女性行員がデザインした。愛称は公募により『みどは(緑羽)ちゃん』となった。
みどはちゃん誕生までは、群馬県から承諾を得てぐんまちゃん（2代目）がチームマスコットを担当し、ロゴにも描かれていた。